# Maylandia hajomaylandi
Maylandia hajomaylandi là một loài cá thuộc họ Cichlidae. Tên gọi đúng của chi không rõ ràng, vài tác giản thích Maylandia, người khác thì thích Metriaclima.
Nó là loài đặc hữu của hồ Malawi, châu Phi, nơi nó chỉ được biết đến quan đảo Chizumulu.